# PlaNYC
PlaNYC – wieloletnia strategia na rzecz zrównoważonego rozwoju Nowego Jorku ogłoszona przez burmistrza Michaela Bloomberga 20 kwietnia 2007 roku. Za opracowanie odpowiadał zastępca Bloomberga Dan Doctoroff. 
Strategia mająca na celu przygotowanie miasta do 2030 roku na przyjęcie kolejnego miliona mieszkańców, składa się z 127 inicjatyw. Prócz tego postanowiono przekształcić Nowy Jork w miasto silniejszy gospodarczo, bardziej przyjazny dla ludzi i środowiska ośrodek miejski. Wśród celów do realizacji jest ograniczenie wydzielania dwutlenku węgla o 30%.
Składa się z trzech głównych części:
- OpeNYC — przygotowanie do przewidywanego wzrostu ludności[5]
- MaintaiNYC — inwestycje w infrastrukturę publiczną, która jest w złym stanie[6]
- GreeNYC — ochrona środowiska[7]